# Hapalopilaceae
Hapalopilaceae is een familie van schimmels behorend tot de orde Polyporales.

## Geslachten
De familie Hapalopilaceae bestaat uit de volgende geslachten:
- Hapalopilus (bijvoorbeeld H. nidulans)